# Тимошкино (Матвієвський район)
Тимо́шкино (рос. Тимошкино) — село у складі Матвієвського району Оренбурзької області, Росія.

## Населення
Населення — 297 осіб (2010; 396 у 2002).
Національний склад (станом на 2002 рік):
- росіяни — 47 %
- мордва — 26 %